# Nicolaas Bernhard Donkersloot
Nicolaas Bernhard Donkersloot (Deventer, 21 februari 1813 – Den Haag, 24 februari 1890) was een geneeskundige en een van de eerste psychiaters van Nederland. Donkersloot verwierf voornamelijk bekendheid door de vele publicaties die hij uitbracht met betrekking tot de psychiatrie en psychologie, maar ook verlos- en geneeskunde en in mindere mate tot letter- en geschiedkunde.

## Biografie
Nicolaas Bernhard werd op 21 februari 1813 geboren te Deventer waar zijn vader debitant was in tabak. Het volgende levensjaar verhuisde Nicolaas Bernhard naar Zutphen en maakte verder de zwerftochten van zijn vader mee tot het gezin in Makkinga kwam te wonen. Vader Nicolaas wilde zijn zoon geneesheer laten worden en daarom kwam Nicolaas Bernhard in huis bij de Genees-, Heel- en Vroedmeester Willem Willemse te Joure waar hij ook de Latijnse school bezocht onder het bewind van predikant Jan Jarigs Wassenaar die daar rector was. Vader Nicolaas liet niets onbeproefd om zijn kinderen een goede opvoeding te geven. Ook de jongste zoon Eduard Donkersloot werd geneesheer.
Donkersloot kwam op zeventienjarige leeftijd in dienst van het Nederlandse leger als officier van gezondheid 3e klasse en diende onder deze rang onder andere als platlandicus in de Tiendaagse Veldtocht. In 1848 wijdde Donkersloot nog een publicatie aan deze periode (Schetsen uit het Kantonnementsleven in Noord-Brabant, 1830—'35). Na de periode van inkwartiering in Noord-Brabant, kwam Donkersloot in garnizoen te Amsterdam, waar hij uiteindelijk in 1835 afstudeerde als heel- en vroedmeester, waarna hij met deze specialisatie ging werken te Amerongen. Donkersloot hield er in deze periode al een aantal nevenactiviteiten op na, zo bracht hij al verschillende publicaties uit en deed meerdere geneeskundigestudies. In 1843 wist Donkersloot na acht jaar studie zijn doctorstitel te behalen door te promoveren tot Doctor Medicinae.
In 1860 verliet Donkersloot Amerongen voor een baan als geneesheer-directeur in het krankzinnigengesticht te Dordrecht. Daarvoor werd hij eerst voor enige tijd naar Parijs gestuurd om zich voor te bereiden op deze functie, door geheel op de hoogte te worden gebracht op het gebied van de laatste ontwikkelingen met betrekking tot psychiatrie. Mede door Donkersloot groeide de inrichting uit tot een van de voornaamste van Nederland. In 1880 verliet Donkersloot Dordrecht voor Den Haag, om daar zijn eigen consultatieve psychiatrische praktijk te openen.
Naast de publicaties en de stukken die hij uitbracht in jaarboekjes en tijdschriften, was Donkerloot ook medeoprichter van de Nederlandsche vereeniging voor Psychiatrie, gedurende 44 jaren redacteur van het weekblad Geneeskundige Courant, hoofdredacteur van Psychiatrische Bladen, redacteur van De Volksbode en lid van het hoofdbestuur van de Nederlandsche Maatschappij tot Bevordering der Geneeskunst. Tevens was Donkersloot voorzitter van de vrijmetselaarsloge Hiram Abiff. 
- Biografisch Portaal: 62747935
- Digitale Bibliotheek voor de Nederlandse Letteren: donk009
- Gemeinsame Normdatei: 1045169676
- International Standard Name Identifier: 0000 0003 8790 6552
- Nederlandse Thesaurus van Auteursnamen: 073259500
- Virtual International Authority File: 280996267
- WorldCat: E39PBJx8KcR8qkqYB3PWRtv4MP